# Joe Junior
Joe Junior (nombre real Jose Maria Rodrigues Jr.), es un popular cantante de música pop de Hong Kong nacido en 1947, que empezó su carrera artística en la década de 1960. Desde entonces ha estado en un número de serie dramática de TVB en los años 1990 y 2000 las funciones de carácter más prestigiosos, aunque Joe Junior es su nombre artístico. Apareció regularmente en programas musicales de televisión como anfitrión y como intérprete. Algunos de sus éxitos ganó una gran popularidad con temas musicales como : Aquí está un corazón, Voice of Love, The End, I Got To Find a Cupido, ....
Su familia es de Macao, de ahí desciende (mezcla de chino con portugués).

## Filmografía
- Troublesome Night 14 (2002)
- The Conqueror's Story (2004)